# Operación Némesis (Colombia)
La Operación Némesis es una operación militar de las Fuerzas Militares y la Policía Nacional de Colombia contra las  Fuerzas Armadas Revolucionarias de Colombia - Ejército del Pueblo (FARC-EP) iniciada el 20 de noviembre de 2010 con el fin de capturar vivo o muerto a alias Fabián Ramírez, comandante del Bloque Sur de las FARC-EP. Fue desarrollada en el marco del Conflicto armado interno en Colombia.
Tras un bombardeo, al encontrar rastros de Ramírez pero no su cadáver, las autoridades colombianas extendieron la duración de la operación. Finalmente 'Fabián Ramírez' no fue detenido ni abatido, apareció luego en los diálogos de paz que dieron como resultado los Acuerdos de Paz con las FARC-EP en 2016.

## Antecedentes
Durante los gobiernos de Álvaro Uribe (2002-2010) y Juan Manuel Santos (2010-2016) fueron abatidos los jefes de las FARC-EP: 'Raúl Reyes', el 'Mono Jojoy' e 'Iván Ríos' y falleció su comandante máximo 'Manuel Marulanda'. 
El rastreo contra alias 'Fabián Ramírez' fue realizado por el Batallón de Inteligencia Militar del Ejército colombiano y el Grupo Gaula de la Policía Nacional. Sobre el perfil de Ramírez, los militares identificaron que estaba desgastado físicamente con flacura, canosidad y había padecido varias enfermedades. Según los militares habría sido tratado por una enfermedad crónica de su aparato digestivo. Los militares lograron determinar que el 20 de noviembre se iba a reunir con otros jefes de las FARC-EP para evitar deserciones en el Bloque Sur de las FARC-EP y llevar a cabo un entierro simbólico al 'Mono Jojoy'.

## Operaciones
La operación conjunta fue asignada a la Fuerza de Tarea Conjunta Omega. Cuatro aviones Hércules de la Fuerza Aérea Colombiana (FAC) llegaron al aeropuerto del municipio de La Macarena, departamento de Meta, con cerca de 600 hombres del Ejército y la Policía. Mientras los pobladores de La Macarena llevaban a cabo sus fiestas patronales, la llegada de las tropas pasó casi desapercibida. A las 2:00 AM (UTC-5) 15 helicópteros Blackhawk transportaron las tropas desde la pista aérea de La Macarena. A las 2:40 AM (UTC-5) 180 uniformados fueron transportados en los helicópteros, entre los que había COPES y hombres JUNGLA de la Policía Nacional y Fuerzas Especiales del Ejército. Aproximadamente 40 minutos después de haber despegado de La Macarena, los helicópteros llegaron al sitio del campamento, previamente bombardeado por aviones Super tucano de la Fuerza Aérea. A las 3:20 AM (UTC-5) los uniformados comenzaron el descenso por rapel desde los helicópteros.
Pasada la media noche del 20 de noviembre de 2010 la Fuerza Aérea Colombiana (FAC) realizó un bombardeo de precisión a un campamento de las FARC-EP en el municipio de San Vicente del Caguán en el que murieron entre 4 y 5 guerrilleros, uno de los cuales habría sido 'Fabián Ramírez'.

### Rastreo del área
El Ministro de Defensa de Colombia, Rodrigo Rivera Salazar, dijo que eran seis los miembros de las FARC-EP muertos en el bombardeo. Las Fuerzas Militares colombianas encontraron computadores, el morral personal de Fabián Ramírez, dos pistolas que suelen ser utilizadas por los jefes de las FARC-EP y una manilla con el nombre de "Fabián". La muerte de Ramírez no fue confirmada por el gobierno colombiano. Los miembros de la Fuerza de Tarea Conjunta Omega encontraron 4 cadáveres que fueron evacuados tiempo después a Florencia (Caquetá), a las instalaciones de la Brigada 12 del Ejército Nacional de Colombia. Una comisión de la Policía Judicial y de la Fiscalía General de la Nación de Colombia, iniciaron la identificación de los cuerpos. En el sitio del bombardeo, los miembros de la Fuerza de Tarea Conjunta Omega encontraron dos guerrilleras de las FARC-EP heridas y también fueron evacuadas a una base militar en San Vicente del Caguán para darles tratamiento médico e interrogarlas.
El 22 de noviembre de 2010, el gobierno confirmó entre los muertos del bombardeo al ideólogo del Bloque Sur de las FARC-EP Luis Emiro Mosquera, alias 'Negro Mosquera'.

### Testimonio de guerrillera
Una de las guerrilleras capturadas con el alias 'Tania' y según dijo miembro de la seguridad personal de Ramírez, confirmó durante el interrogatorio que el bombardeo si fue en el campamento de alias 'Fabián Ramírez', pero que no sabía nada de su paradero.
Según 'Tania', ella logró ver, herida y con vida, a la compañera sentimental de Ramírez de alias 'Patricia':

"...Yo alcancé a ver a 'Patricia' herida, pero al camarada 'Fabián' no lo vi por ningún lado. No sé si se lo llevaron o se quedó en el escombro (...) No tengo clara la hora (del bombardeo) porque estábamos dormidos. Alguien alertó de que venían los aviones y a los dos minutos cayeron las bombas... No tuvimos tiempo de nada y todos quedamos como confundidos. Todo el mundo trató de correr, pero teníamos los aviones encima (...) Ese era nuestro campamento, el de 'Fabián Ramírez'. Llevábamos ahí unas semanas, después de la muerte de 'Jojoy' la orden era que estuviéramos en grupos pequeños. Por eso estábamos 14 nada más".
Testimonio de alias 'Tania', guerrillera de las FARC-EP, que sobrevivió al bombardeo.

'Tania' también afirmó que el día anterior al bombardeo los guerrilleros habían hablado de 'moverse a otro punto de Candilejas', un complejo de campamentos de fácil acceso a los Llanos del Yarí, la Serranía de la Macarena, el municipio de San Vicente del Caguán, el río Caguán y la zona selvática del departamento de Caquetá.

### Búsqueda de Fabián Ramírez

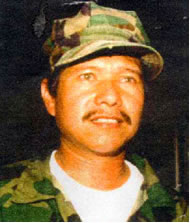
Fabián Ramírez, uno de los jefes del Bloque Sur de las FARC, es buscado por las autoridades colombianas tras el bombardeo de la 'Operación Némesis'.

Las operaciones de búsqueda del cadáver de Ramírez continúan. Según medios de comunicación colombianos, las FARC-EP también estarían buscando a Ramírez, ya que una comunicación radiotelefónica habría sido interceptada a las FARC-EP comandado por alias 'Jairo Martínez' en la que se preguntaban por su suerte, "¿Qué saben de Fabián? Por aquí no hay reporte todavía" -dijo una guerrillera-.
Según las fuerzas militares colombianas, al 23 de noviembre de 2010 se seguían presentando combates entre integrantes de la Fuerza de Tarea Conjunta Omega y miembros de las FARC-EP, al suroriente de Ciudad Yarí, sobre El Caño Aguas Claras y el Río Camuya, a dos kilómetros del bombardeo. Tras los combates los militares encontraron más material de guerra de las FARC-EP, incluyendo $2.800.000 pesos colombianos, computadores, celulares y joyas de oro. Las autoridades colombianas continuaban buscando entre los escombros y alrededor de un radio de dos kilómetros por lo que afirmaron que podrían encontrarlo en aproximadamente 48 horas.
Finalmente Fabián Ramírez no fue abatido y participó en los Acuerdos de Paz con las FARC-EP.